# Carex albonigra
Carex albonigra är en halvgräsart som beskrevs av Kenneth Kent Mackenzie. Carex albonigra ingår i släktet starrar, och familjen halvgräs. Inga underarter finns listade i Catalogue of Life.

## Bildgalleri

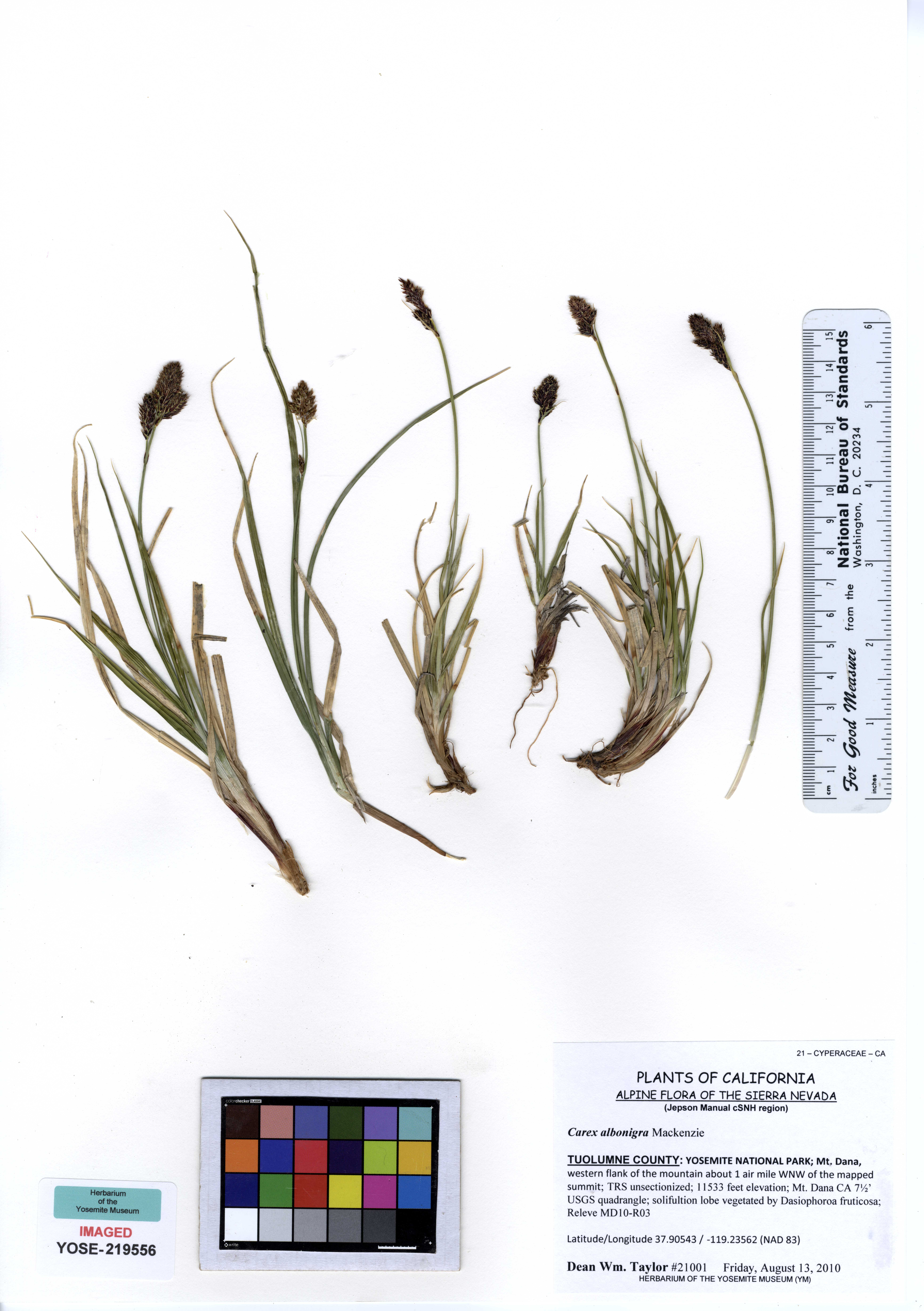
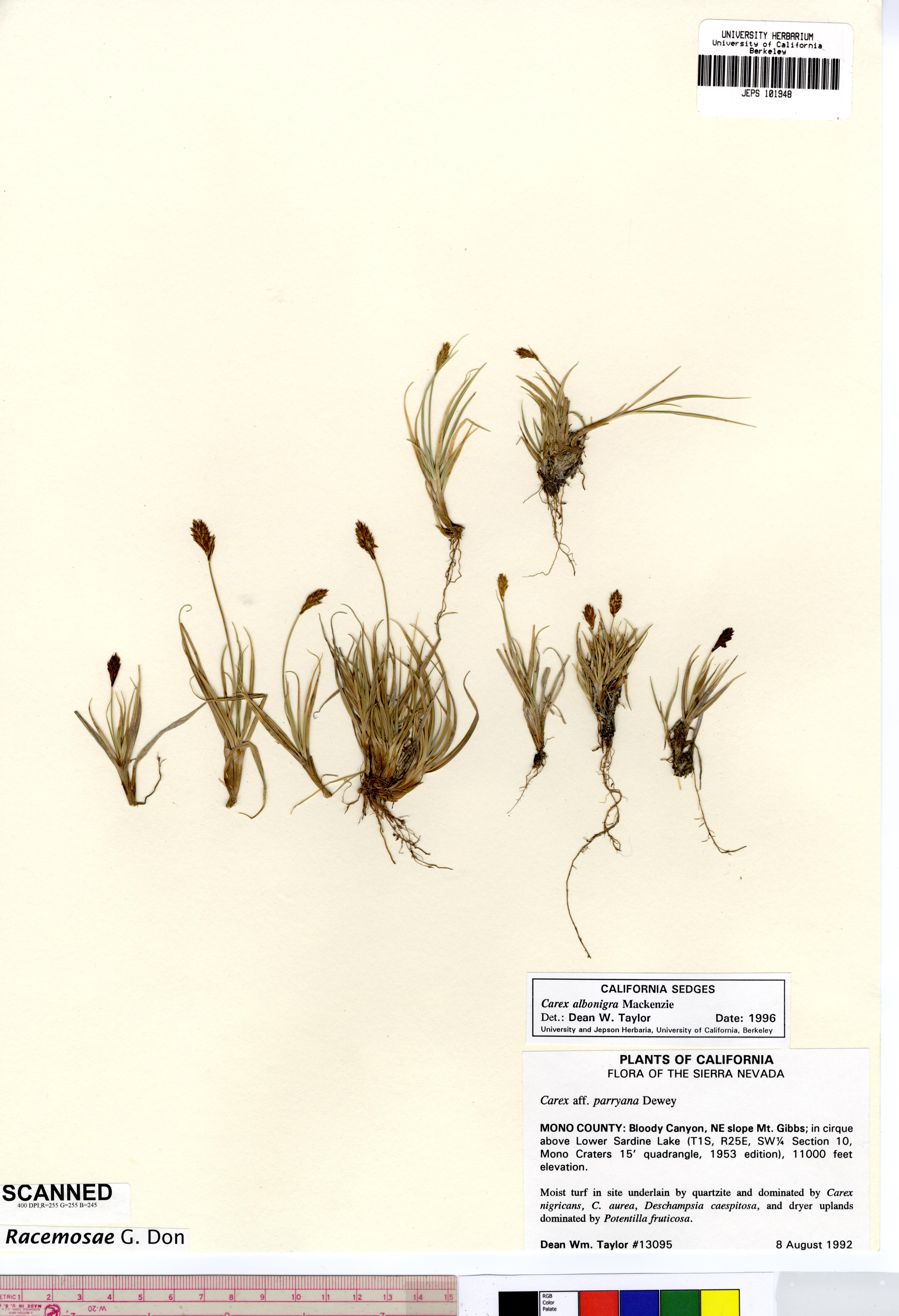